# Атаманюк Михайло Іванович
Михайло Іванович Атаманюк (псевдонім — Ярема Гірниченко; 1 січня 1888, с. Стопчатів, Печеніжинський повіт, Королівство Галичини і Володимирії, Австро-Угорщина, нині Косівський район Івано-Франківська область, Україна — 1939, м. Чернівці) — український письменник, перекладач. Брат Василя Атаманюка.

## З життєпису
Закінчив учительську семінарію в Заліщиках. Учителював на Буковині.
Друкував твори про життя гуцулів у часописі «Громадянський голос», «Бджола», «Світ», «Буковина», «Нова рада», «Іскра», «Народне багатство» та багатьох інших. Автор оповідань «Щоби тато не прокляв» (1907), «На хиткій дорозі» (1909) — про важке становище трудящих; історичне оповідання «Чарівна дівчина» (1909; усі вийшли друком у Львові). У публіцистичному нарисі «Між молотом і ковадлом» («Образ з хлопської політики: Із записків організатора Самбірщини Ів. Михаса». — Львів, 1908) змалював постать борця за інтереси робітничого класу. Переклав українською мовою роман Карла Францоза «За правду».